# Amel (riu)
|  | Aquest article tracta sobre el riu. Vegeu-ne altres significats a «Amel (vila)». |

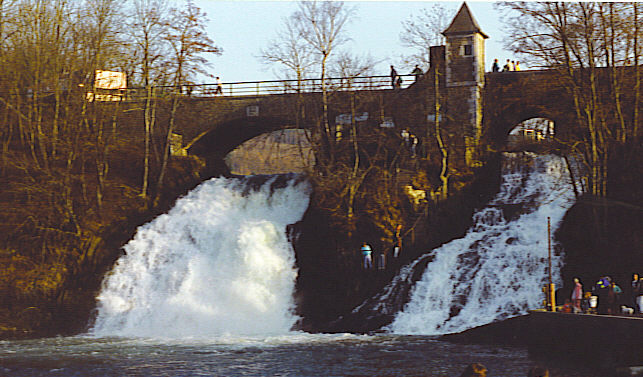
Cascada de Coo

L'Amel (en alemany) o Amblève (en francès) és un riu de Bèlgica, afluent de l'Ourthe que neix a Honsfeld, un nucli de Büllingen a les Hautes Fagnes i que desemboca al riu Ourthe a Comblain-au-Pont.
Rega els municipis d'Amel, Stavelot, Trois-Ponts, Remouchamps i Aywaille.
Al segle xvii, els monjos de l'Abadia de Stavelot van trencar un meandre a Coo i crear així una de les cascades més altes de Bèlgica (13 o 15 metres de desnivell), sia per a activar un molí, sia per a protegir el poble de Coo de les inundacions. Avui, l'antic meandre serveix per a alimentar una petita central hidroelèctrica i la cascada ha esdevingut una atracció turística.

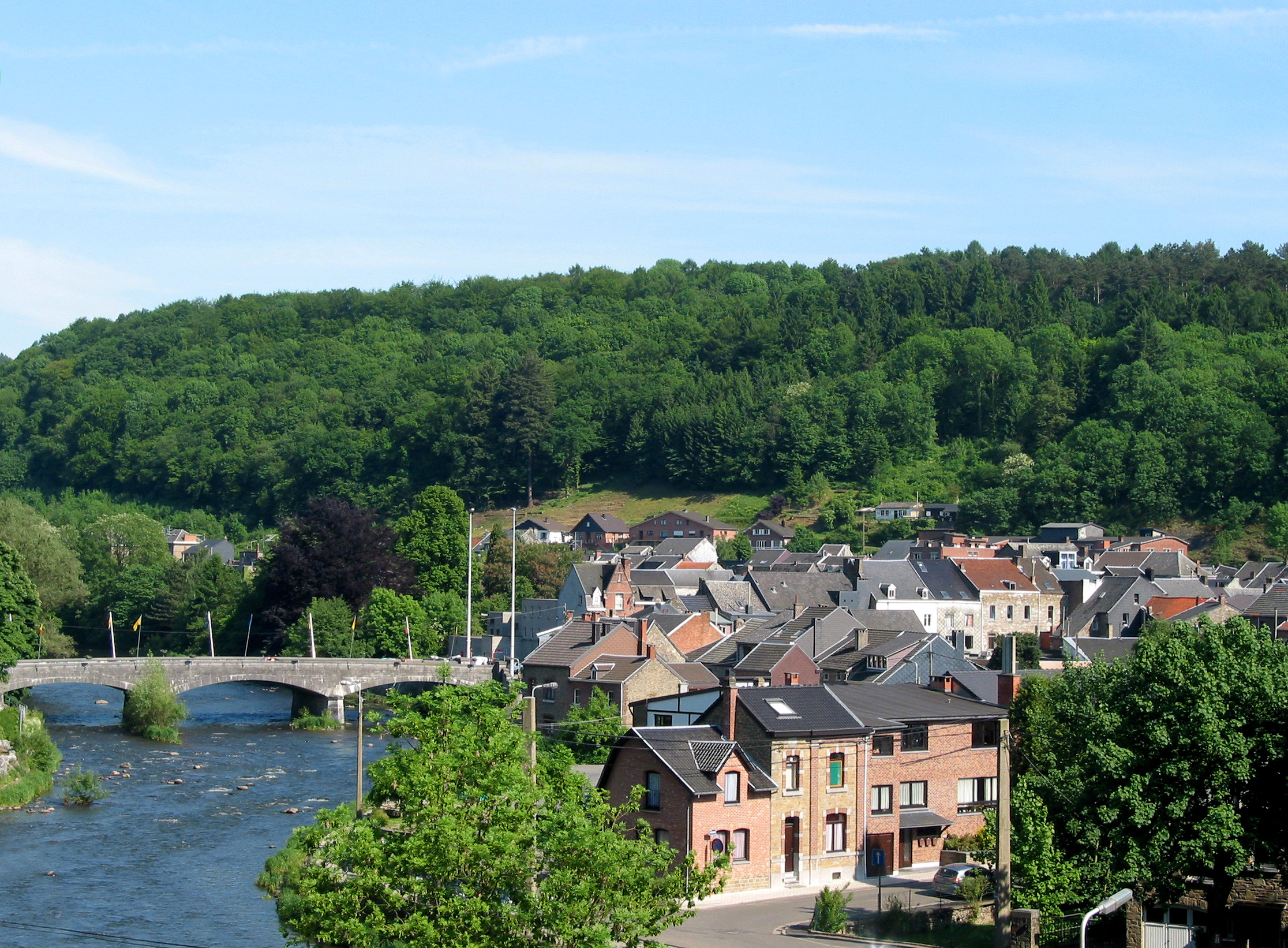
L'Amel a Aywaille

## Afluents
- El Warche
- L'Eau Rouge
- El Salm
- El Roannay
- El Lienne
- El Ninglinspo
- El Rubicon

| \| \| Afluents del Mosa en orde davall->damunt \| |                                          |
| Dieze - Niers - Swalm - Roer - Geleenbeek- Geul - Jeker - Voer - Berwijn - Julienne - Llègia - Ourthe - Hoyoux - Mehaigne - Samson -Sambre - Bocq - Burnot - Molignée - Lesse - Viroin - Semois - Bar - Kuer (Chiers) |                                          |
| Vegeu també : • Mosa • França • Bèlgica • Països Baixos |                                          |
| | Afluents del Mosa en orde davall->damunt |